# Pierre Larrouturou
Pour les articles homonymes, voir Larrouturou.
Pierre Larrouturou, né le 19 octobre 1964 à Périgueux, est un homme politique français.
Spécialisé dans les questions d'économie, il est notamment connu comme un partisan du partage du temps de travail et en particulier de la semaine de quatre jours, comme un défenseur de la lutte contre le réchauffement climatique, ainsi que comme promoteur d'une taxe sur la spéculation pour la santé, le climat et l’emploi.
Membre du Parti socialiste depuis 2002, il rejoint en 2009 Europe Écologie Les Verts et devient conseiller régional d'Île-de-France. Il reprend sa carte au PS en 2012 et crée le collectif Roosevelt avec, notamment, Michel Rocard, Stéphane Hessel, Cynthia Fleury et Edgar Morin. En 2013, il quitte à nouveau le PS et crée un nouveau parti politique, Nouvelle Donne, avec des personnalités issues du collectif Roosevelt et qu'il co-préside jusqu'en 2016. En décembre 2017, il lance un collectif en faveur de la lutte contre le réchauffement climatique à l'échelle européenne, le Pacte Finance Climat.
Il est élu aux élections européennes de 2019 sur une liste de coalition avec le Parti socialiste. Candidat à la primaire populaire en vue de l'élection présidentielle de 2022, il arrive en quatrième position : alors que Christiane Taubira l'emporte, il appelle à une union de la gauche.

## Biographie

### Famille et études
Pierre Larrouturou est le cinquième fils d'une famille de six enfants dont le père est un cadre dirigeant d'EDF. Il est le frère du chercheur Bernard Larrouturou et le cousin éloigné du journaliste de LCI Paul Larrouturou et de l'homme politique Éric Piolle.
Il est diplômé de l'Institut national agronomique Paris-Grignon (1987) puis de l'Institut d'études politiques de Paris (1988),,. 
Il commence sa carrière en devenant, en 1989, ingénieur-conseil chez Andersen Consulting, dont il se met en retrait en 1993. Il y travaille alors à temps partiel,, deux jours par semaine. Après les lois Aubry sur la réforme des 35 heures, il crée un cabinet de consultants, Nouvel équilibre, bénéficiant de financements prévus par la loi Aubry. Son cabinet a un budget de 3 millions de francs.
Il quitte Andersen Consulting en 2000, pour se consacrer à ses engagements militants.
En 2008, Marianne le présente comme « l'un des cinq économistes qui avaient annoncé la crise financière ».
Marié, il a deux enfants et est catholique pratiquant.

### Carrière politique
Dans un portrait qui lui est consacré par l'Obs, Sophie Fay considère que si « certains lui reprochent ses allers-retours à gauche, entre les PS et les écolos, en passant par Nouvelle Donne… », «« personne ne peut lui reprocher de manquer de constance dans les idées qu’il défend. ».

#### Parti socialiste et création de plusieurs mouvements
Pierre Larrouturou adhère au Parti socialiste en 1988. Il crée en 1993 le Comité d'action pour le passage rapide aux 4 jours sur 5 (Cap4J/5) et travaille avec le député UDF Gilles de Robien. Il devient en 1995 membre du Club des Acteurs de la Nouvelle Époque (ou Club des ANE), dirigé par Thierry Consigny, dans lequel il fréquente Hervé Gaymard et des grands patrons comme Guillaume Pépy,.
Il tente sans succès de se présenter à l'élection présidentielle de 1995. Il mène la liste « Union pour la Semaine de Quatre Jours » aux élections législatives de 1997. Il obtient 1,45% comme candidat dans la cinquième circonscription de Paris. Ces législatives lui rapportent 200 000 euros de financement, un financement qui “lui permet tout juste de régler les frais de campagne”. En 1998, Pierre Larrouturou est proche d'adhérer au Parti radical de gauche. Il est tête de liste aux élections européennes de 1999 pour le Cap4J/5. Sa liste obtient 1,01 % des suffrages exprimés. Son compte de campagne est rejeté par la commission nationale des comptes de campagne et des financements politiques. Il porte plainte pour dénoncer l'insuffisante couverture médiatique des « petites listes », en 2000,, en 2002, et en juin 2007, mais est à chaque fois débouté.
Pierre Larrouturou tente à nouveau de se présenter à l'élection présidentielle en 2002 mais n'obtient pas les 500 signatures d'élus nécessaires. Alors même qu'il affirmait avoir 470 signatures en mars 2002, seules 34 ont été déposées au Conseil constitutionnel. Pierre Larrouturou est débouté de son recours auprès du Conseil constitutionnel qui portait sur la liste des candidats à la présidentielle et dans lequel il contestait sa faible médiatisation.
Après le 21 avril 2002, avec la présence de l'extrême droite au second tour de l'élection présidentielle, Pierre Larrouturou retourne au PS, au sein duquel il avait déjà été militant et dont il devient délégué national Europe. Il crée le réseau Nouvelle Donne. Candidat pour le réseau Nouvelle Donne, à nouveau dans la cinquième circonscription de Paris, il obtient 1,65 % des votes exprimés.
En 2003 au Congrès de Dijon du PS, après avoir annoncé s'allier avec Marc Dolez, il fait défection la veille du dépôt des motions. Il devient délégué national Europe. Au congrès du Mans (2005), il dépose la contribution Urgence sociale. En 2006, il fonde une nouvelle association intitulée Urgence sociale.
En décembre 2006, Michel Rocard apporte son soutien à Pierre Larrouturou, candidat à la présidentielle pour "sonner le tocsin",.
En 2007, tout en soutenant Ségolène Royal, il tente pour la troisième fois de se porter candidat à l'élection présidentielle. Il concentre ses critiques sur « les dix ou les quinze qui squattent Solférino ». Une nouvelle fois il affirme être très proche des 500 parrainages (438). Toutefois, après avoir menacé de camper devant le siège du Parti socialiste, il n'arrive pas à ce seuil. Seules 15 signatures sont présentées en sa faveur au conseil constitutionnel.
La pétition (motion) de 2008 appelant à « remettre le PS au travail » reçoit 27 400 signatures dont celles de 18 parlementaires. Larrouturou n’est pourtant pas autorisé à la déposer au PS et est interdit de tribune par François Hollande, qui lui promet que la pétition pourrait être déposée plus tard et qu’elle serait débattue. À partir de mai 2008, il fonde puis dirige le mouvement « Nouvelle Gauche », qui a pour objectif de donner davantage la parole aux citoyens. À la veille du congrès de Reims en novembre 2008, il se rallie à la motion « C » de Benoît Hamon, intitulée « Un monde d’avance : reconstruire l’espoir à gauche ». Lors de ce congrès, il est élu membre du Conseil national du PS.

#### Allers et retours PS - EELV - PS
À la mi-novembre 2009, « lassé de l'attitude des dirigeants socialistes », Pierre Larrouturou quitte le PS et rejoint Europe Écologie dont il devient membre du bureau exécutif. Il est choisi comme tête de liste dans les Hauts-de-Seine aux élections régionales de 2010. Europe Écologie fait liste commune avec celle du PS pour le second tour et Pierre Larrouturou est élu conseiller régional d'Île-de-France. Au congrès de la Rochelle, après avoir présenté la motion EELV2, il décide au dernier moment de s'allier avec les soutiens de Daniel Cohn-Bendit.
Le 3 décembre 2011, Larrouturou quitte Europe Écologie Les Verts, « ne se retrouvant plus du tout dans la stratégie des dirigeants et dans le projet très complet et très décevant cosigné avec le PS. » Il critique notamment le fait que ce mouvement se soit « enfermé dans le rôle de satellite du PS » et l'existence de « magouilles financières impliquant Jean-Vincent Placé » dont il dit avoir été témoin. Au sein d'EELV, on tranche qu'il « voulait une circonscription » aux législatives 2012, mais n'avait pas « réussi à avoir son plat de lentilles ! ». Le groupe de militants qui a quitté EELV à ce moment “a soumis samedi un texte au bureau du conseil fédéral réclamant un audit sur les comptes du Cédis, le centre de formation des élus Verts, dirigé par le sénateur fraîchement élu. Selon eux, cet organisme aurait réalisé un bénéfice de 150.000 euros lors des journées d’été de Clermont-Ferrand fin août. "Personne ne sait à quoi est utilisé cet argent qui vient des collectivités", s’interroge Pierre Larrouturou, conseiller régional d’Île-de-France. Des militants ont demandé un audit externe pour "faire taire les rumeurs" mais le bureau l’a refusé.”
En mars 2012, Pierre Larrouturou crée le Collectif Roosevelt 2012 avec Stéphane Hessel, Edgar Morin, Michel Rocard et de nombreux intellectuels et personnalités publiques de la société civile et politique. Ce collectif présente 15 propositions pour éviter un effondrement économique, élaborer une nouvelle société, lutter contre le chômage endémique et créer une Europe démocratique.
Quelques mois après son départ d'EELV, Pierre Larrouturou prend à nouveau, une troisième fois, sa carte du Parti socialiste et y dépose une contribution pour le congrès de Toulouse, qui devient la motion, avec Florence Augier et Stéphane Hessel, « Oser. Plus loin, Plus vite », qui arrive en troisième position en réunissant 11,78 % des voix.

#### Nouvelle Donne
Le 28 novembre 2013, Pierre Larrouturou annonce son départ, pour la troisième fois, du Parti socialiste et le lancement d'un nouveau parti, intitulé Nouvelle Donne – en référence au New Deal du président américain Franklin Roosevelt. Dans un entretien au journal Le Parisien, il explique cette initiative par le devoir de lutter contre le chômage, et affirme vouloir présenter des listes aux élections européennes de mai 2014, où il ambitionne de dépasser le PS. Il est tête de liste aux européennes dans la circonscription Île-de-France.
Toutefois, Pierre Larrouturou continue à siéger au sein du groupe socialiste du conseil régional d'Île-de-France jusqu'en juin 2014. Il siège ensuite comme non-inscrit.
Le 22 mai 2014, il annonce qu'il porte plainte contre le CSA et France Télévisions auprès de la Cour européenne des droits de l'homme, s'estimant discriminé et moins médiatisé que d'autres mouvements comme ceux de Nicolas Dupont-Aignan ou Philippe Poutou. Cette plainte auprès de la Cour européenne se fait en l'absence d'épuisement des voies de recours internes, contrairement aux règles.
Alors que l'ambition était de dépasser le PS, la liste conduite par Pierre Larrouturou (épaulé par Anne Joubert) en Île-de-France pour les élections européennes n'obtient finalement que 3,06 % (93 857 voix). Au niveau national, les listes de Nouvelle Donne recueillent 2,90 % des suffrages, soit 549 734 voix. Toutefois, le parti se voit privé, par la CNCCFP « du droit à réduction d’impôt au bénéfice des donateurs et cotisants du parti au titre de l’exercice 2016 pour n’avoir pas respecté ses obligations légales au titre de l’exercice 2015 ».
Le 21 juin 2015, Isabelle Attard publie avec soixante autres membres de Nouvelle Donne une lettre annonçant leur départ et regrettant l'isolement volontaire du parti. Le 29 octobre 2015, Pierre Larrouturou porte plainte contre Manuel Valls, Michel Sapin, Myriam El Khomri, Jean-Pierre Jouyet, Emmanuel Macron, Claude Bartolone, Bruno Le Roux et Jean-Pierre Bel pour non-assistance à personne en danger, en raison du taux de chômage et publie un livre intitulé Non-assistance à peuple en danger. La presse note que la plainte a toutes les chances d’être déclarée irrecevable.
Le 10 janvier 2016, il soutient l'appel lancé par Thomas Piketty et déclare au journal Libération : « On a besoin d’une primaire regroupant toutes les forces de gauche […]. Une primaire sans François Hollande et le Parti socialiste fracturerait toute la gauche. »
Le 27 août 2016, le bureau national du mouvement décide de l'exclure. Pierre Larrouturou contestera les motifs de son exclusion en portant plainte en diffamation contre sa co-présidente. Toutefois, il sera débouté en première instance en décembre 2018 et en appel en février 2020.
En octobre 2016, un vote des adhérents est organisé et 71 % des votants décident de sa réintégration en sa qualité d'adhérent. Pierre Larrouturou ne réintègre toutefois pas le bureau national du parti. En novembre 2016, il est autorisé par les adhérents à représenter Nouvelle Donne à l'élection présidentielle de 2017, 
Il annonce officiellement sa candidature à la primaire le 1er décembre 2016. Sa candidature devait initialement s'insérer dans la primaire citoyenne de 2017 mais le premier secrétaire du PS Jean-Christophe Cambadélis la refuse.
À la suite de la démission du bureau national, la liste conduite par Pierre Larrouturou est élue le 22 janvier 2017. Celui-ci est depuis cette date porte-parole du parti, qui est passé en deux ans de 12 000 à 2 500 adhérents.

#### Collectif Pacte Finance Climat
En décembre 2017, à la suite de la publication d'un livre coécrit avec Jean Jouzel, Pierre Larrouturou lance avec d'autres personnalités le collectif Pacte Finance Climat, destiné à trouver des financements à long terme de la transition énergétique et à lutter contre le réchauffement climatique, mais aussi à combattre la bulle financière et à redynamiser la construction européenne. Il en est officiellement le délégué général, et à ce titre il fait différentes interventions en France,, dans d'autres pays d'Europe et devant des institutions européennes, afin de faire adopter avant la fin de l'année 2018 le principe d'un traité européen.
Il a été nommé au Haut Conseil pour le climat à sa création en novembre 2018, mais s'en est très vite retiré pour préserver la neutralité de l'instance, du fait de sa participation aux élections européennes de 2019.

#### Député européen
Le 26 mai 2019 il est élu député européen sur la liste de coalition Envie d'Europe. Il prend ses fonctions le 2 juillet 2019. Il est membre de la commission des budgets.
Le 6 novembre 2019 il est désigné Rapporteur général du budget 2021 de l'Union européenne. Les lignes directrices du budget 2021 qu’il négocie incluent, pour la première fois, à la première ligne, une référence au “rapport spécial du Groupe d’experts intergouvernemental sur l’évolution du climat (GIEC) du 8 octobre 2018 intitulé «Réchauffement planétaire de 1,5º C(1)»”.
En 2020, Pierre Larrouturou est désigné « shadow rapporteur », c’est-à-dire responsable au nom de son groupe politique pour négocier, pour la commission des budgets, le rapport du Parlement européen « Comment financer le pacte vert [Green Deal] ? ». Adopté le 13 novembre 2020 avec 68 % des voix, ce rapport précise notamment que « Le Parlement européen estime que, conjuguées, les propositions contenues dans le présent rapport peuvent mobiliser les 660 milliards d’euros annuels nécessaires pour remporter la bataille pour le climat et l’emploi », et identifie, au-delà des solutions liées aux banques publiques et privées, 6 nouvelles ressources publiques, dont celle qui a le plus haut revenu est « une taxe sur les transactions financières (TTF), qui, sur la base de la proposition initiale de la Commission de 2012 et compte tenu du Brexit et de la croissance économique, pourrait rapporter 57 milliards d’euros par an ».

#### Grève de la faim«pour le climat, la santé et l'emploi»
Du 28 octobre au 13 novembre 2020, alors qu'il est rapporteur du budget pour le Parlement européen, il entame sa troisième grève de la faim pour alerter sur les risques d'un refus par le Conseil européen d'une taxe sur les transactions financières dans l'Union européenne, votée par le Parlement à une large majorité,. Il abandonne après 18 jours de grève.

#### Candidature à la présidentielle 2022 via la primaire populaire
Le 7 juillet 2021, il se déclare candidat à la primaire populaire portée par un collectif indépendant visant une candidature commune à gauche.
En janvier 2022, il entame, avec d'autres militants favorables à la primaire populaire, une grève de la faim pour appeler à l'union de la gauche pour l'élection présidentielle de 2022. Ils arrêtent leur grève après quelques jours, pour raisons médicales.
Il appelle ensuite à voter pour Jean-Luc Mélenchon, pour éviter un second tour Macron / Le Pen.

#### Élections européennes de 2024
En 2024, pour les élections européennes, Pierre Larrouturou est en tête d’une liste commune entre Nouvelle Donne et Allons enfants, jeune parti politique. À quelques jours du scrutin, il annonce qu’il votera finalement pour la liste Les Écologistes-EELV, menacée de ne pas passer le seuil de 5 % nécessaire pour avoir des élus.

#### Élections législatives de 2024
Pierre Larrouturou est choisi par Les Écologistes comme candidat du Nouveau Front populaire dans la cinquième circonscription de l'Essonne pour les élections législatives de 2024. Il perd en duel au second tour face à Paul Midy (Ensemble).

## Chronologie
- 1988 : adhère au Parti socialiste
- 1991 : quitte le Parti socialiste
- 1993 : crée le Comité d'action pour le passage rapide aux 4 jours sur 5 (Cap4J/5)
- 1995 : tente de se présenter à l'élection présidentielle
- 1997 : candidat aux élections législatives dans la cinquième circonscription de Paris (1,45 %)
- 1999 : tête de liste aux européennes, toujours pour le Cap4J/5 (1,01 %)
- 2002 : tente à nouveau de se présenter à l'élection présidentielle pour le Réseau Nouvelle Donne qu'il crée la même année. Candidat aux élections législatives dans la cinquième circonscription de Paris (1,65 %) pour le même mouvement. Ré-adhère au Parti socialiste (délégué national Europe)
- 2006 : crée l'association Urgence sociale
- 2007 : échoue à se présenter à l'élection présidentielle
- 2008 : crée Nouvelle Gauche au sein du PS
- 2009 : quitte le Parti socialiste et adhère à Europe Écologie Les Verts
- 2010 : élu conseiller régional sur la liste EELV dans les Hauts-de-Seine
- 2011 : quitte EELV
- 2012 : fonde le Comité Roosevelt et réadhère au Parti socialiste avec Stéphane Hessel.
- 2013 : quitte le Parti socialiste et fonde Nouvelle Donne
- 2014 : tête de liste Nouvelle Donne aux élections européennes en Île-de-France (3,06 %)
- 2016 : exclusion puis réintégration de Nouvelle Donne
- 2017 : délégué général de l'association Agir pour le climat, porteuse du projet de plan Marshall européen « Pacte finance-climat »
- 2019 : député européen élu sur la liste Envie d'Europe écologique et sociale (Place Publique-Parti Socialiste-Nouvelle Donne)
- 2020 : rapporteur général du budget européen[85]
- 2020 : "shadow rapporteur" pour le rapport du Parlement européen "Comment financer le pacte vert [Green Deal] ?"[86]
- 2020 : grève de la faim « pour alerter les citoyens sur les coupes du budget de l’Union européenne dans les domaines du climat et de la santé et obtenir une taxe ambitieuse sur les transactions financières »[87]
- 2021 : annonce de sa candidature à la primaire populaire

## Idées

### Semaine de quatre jours
Pierre Larrouturou raconte qu'au retour d'une année sabbatique passée à militer à ATD Quart monde, lui est venue l'idée que le travail pouvait être partagé, en réduisant le temps hebdomadairement (moyenne sur un an), de 39 à 32 heures (pour la majorité des salariés, des semaines de 32 heures ; pour les cadres, par exemple, ce sont d'autres formules). Le calcul fait, il estime à l'époque que jusqu'à deux millions d'emplois peuvent être créés,. Il prône alors, en 1993, la semaine de quatre jours,. Lorsque Martine Aubry avait pour projet de lancer les « 35 heures », Larrouturou, qui préférait le projet de « semaine de 4 jours » n'avait pu obtenir d'audience auprès d'elle, qui « refuse de me serrer la main ». Il dénonce également la politique d'heures supplémentaires défiscalisées menée par Nicolas Sarkozy, allant à l'encontre de ses propositions. Cette idée de semaine de 4 jours serait partagée par plusieurs personnalités comme Jacques Delors ou Gilles de Robien. 
La mise en place par Martine Aubry de la réforme des 35 heures est loin de le satisfaire : votée sans concertation, il la juge inadéquate car uniforme, non basée sur le volontariat, et à long terme préjudiciable à tout débat sur le partage du temps de travail (« le double piège »). Les lois Aubry entraînent, de facto, la non-reconduction de la loi Robien sur l'aménagement du temps de travail (semaine de 4 jours) dont Pierre Larrouturou a été l'un des concepteurs.
Pierre Larrouturou affirme que ce projet est équilibré et réalisable et publie de nombreux ouvrages à ce sujet. Il fonde ses propositions sur des calculs liés à la productivité et préconise « l’adoption d'une loi-cadre par un référendum précédé d'un débat approfondi ». La mise en place des 35 heures suscitera la méfiance à l'égard de sa proposition. Avec Stéphane Hessel et Michel Rocard, il propose alors en 2004 un Traité de l'Europe Sociale. Quelques années après l'application des 35 heures, en octobre 2004, Pierre Larrouturou coécrit avec Michel Rocard un article dans Le Nouvel Observateur ré-affirmant qu'un passage rapide et sans étape intermédiaire aux 32 heures peut faire baisser le chômage.

### 1 000 milliardspour le climat
En 2016, avec le climatologue Jean Jouzel, il lance un appel pour un plan Marshall pour le climat intitulé « 1 000 milliards pour le climat ». Nouvelle Donne demande que ces 1 200 milliards soient intégralement utilisés pour financer des travaux d’isolation des bâtiments et pour développer les énergies renouvelables. Ils demandent que soit négocié au niveau européen un traité qui garantirait pendant vingt ans à chaque pays membre un financement de la lutte contre le dérèglement climatique, à hauteur de 2 % de son PIB.
Cette idée est ensuite développée, approfondie et précisée dans le cadre du collectif Pacte Finance Climat.

### Pacte Finance-Climat
Dans leur livre, Pour éviter le chaos climatique et financier, Jean Jouzel et Pierre Larrouturou expliquent leur projet : l'organisation d'un référendum simultané dans tous les pays de l'Union européenne pour l'adoption d'un nouveau traité européen concernant le climat. Les deux auteurs proposent que l'engagement de l'Europe dans cette lutte pour le climat se concrétise par une allocation de 1 000 milliards  d'euros chaque année. À ceux qui affirment que cela serait impossible, les auteurs répondent que pendant trois ans, en 2015, 2016 et 2017, la Banque centrale européenne a mis à disposition des banques privées européennes plus de 2 200 milliards d'euros. Les auteurs estiment que 89 % de l'argent injecté par la BCE en direction des banques privées est allé vers la spéculation, et que leur projet de financement des énergies renouvelables et des économies d'énergie permet d'orienter la création monétaire vers l'économie réelle, et pourrait déboucher sur la création de 5 millions d'emplois en Europe, dont 900 000 en France,,,,.
Selon Pierre Larrouturou, la cour des comptes européenne a estimé qu'il faudrait environ « 1 000 milliards d’euros par an, répartis entre des financements publics et privés, pour sauver le climat ». Il propose de transformer la Banque européenne d'investissement (BEI) en une banque du développement durable, qui pourrait mettre à disposition des États membres de l'Union européenne des prêts à taux zéro intégralement utilisés pour la transition énergétique, à hauteur de 2 % de leur PIB annuel, pendant 30 ans. Ce dispositif permettrait, par exemple, à la France de disposer de 45 milliards d’euros de prêt à taux zéro chaque année. Les autres sources de financement de la transition énergétique seraient une taxe de 5 % sur les bénéfices des entreprises non réinvestis, une taxe sur les transactions financières, et une taxe sur le CO2,.
Le Pacte Finance-Climat est appuyé par 150 grandes signatures. La liste des signataires est éclectique : le prince Albert de Monaco, le président de la Confédération européenne des syndicats Rudy De Leeuw, l'ancien président de la Commission européenne Romano Prodi, des économistes (James K. Galbraith, Tim Jackson, Alain Grandjean), des politiques (Anne Hidalgo, Jean-Marc Ayrault, Daniel Cohn-Bendit, Martine Aubry), les philosophes Edgar Morin et Michel Serres, le dessinateur Philippe Geluck, le photographe Yann Arthus-Bertrand, des représentants du monde du spectacle (Olivier Py, Jean-Michel Ribes), l'explorateur Jean-Louis Étienne, les écrivains Erik Orsenna et Fred Vargas, etc,.
En novembre 2018, Nicolas Hulot évoque dans L'Émission politique de France 2 le Pacte Finance-Climat de Jean Jouzel et Pierre Larrouturou, appelant à injecter « au niveau européen 1 000 milliards pour la transition énergétique (alors que) pour sauver les banques en 2008, en 3 ans, on a émis 2 500 milliards d’euros dont une partie a plutôt servi à la spéculation ».

## Publications
- Ça ne peut plus durer !. Seuil, 1994
- Du temps pour vivre. Flammarion, 1996
- 35 heures : le double piège. Belfond, 1998 Réédité sous le titre Pour la semaine de quatre jours : sortir du piège des 35 heures, La Découverte, 1999.
- La Gauche est morte, vive la gauche !. Presses de la Renaissance, 2001
- Urgence sociale, changer le pansement ou penser le changement ?. Ramsay, 2006
- Le Livre noir du libéralisme. Éditions du Rocher, 2007
- Pour en finir avec Sarkozy. Éditions du Rocher, 2008
- Crise : la solution interdite. Desclée de Brouwer, 2009
- Pour éviter le krach ultime, préface de Stéphane Hessel. Nova Éditions, 2011[110]
- C'est plus grave que ce qu'on vous dit… Mais on peut s'en sortir !. Nova Éditions, 2012
- La Gauche n’a plus droit à l’erreur. Avec Michel Rocard. Flammarion, 2013
- La Grande trahison. Flammarion, avril 2014
- Non-assistance à peuple en danger. Fayard, octobre 2015  (ISBN 978-2213693798)
- À nous d'agir ! 2017, le chaos ou le sursaut ?. Fayard, 2016
- Einstein avait raison, il faut réduire le temps de travail. La semaine de quatre jours, c'est possible. Avec Dominique Méda, Éd. de l'Atelier, 2016  (ISBN 978-2-7082-4470-2)
- Jean Jouzel et Pierre Larrouturou, Pour éviter le chaos climatique et financier : Une solution scandaleusement simple, Paris, Odile Jaco, 2017 (ISBN 978-2-7381-4116-3).
- Jean Jouzel, Anne Hessel et Pierre Larrouturou, Finance, climat, Réveillez-vous ! Les solutions sont là. Éditions Indigène, 2018  (ISBN 978-2-3759-5070-8)
- Aujourd'hui, l'esprit se révolte Crise sociale, crise climatique : 7 solutions pour éviter l'effondrement. Les Liens qui libèrent, 2020  (ISBN 979-102090846-9)
- 32 h ! La semaine de 4 jours, c'est possible. Collection Libelle. Seuil, 2024  (ISBN 9782021567724)